# Aït Yafelman
Aït Yafelman, parfois orthographié Aït Yafelmane (en berbère : ⴰⵢⵜ ⵢⴰⴼⵍⵎⴰⵏ Ayt Yafelman, littéralement « Ceux qui ont trouvé la paix ») est une confédération berbère dont les tribus occupent la quasi-totalité du Haut-Atlas oriental et une partie du Tafilalet. Leur langue n'est pas le Tachelhit comme certains le croient mais le tamazight du Maroc central. La confédération des Aït Yafelman comprend quatre grandes tribus, les Aït Hdiddou, Aït Merghad, Aït Izdeg et Aït Yahia. Ils se réclament de souche Matghara.

## Histoire

### Avant la naissance de l'alliance
Les Aït Yafelman vivaient avant le XVIe siècle au sud du Haut-Atlas oriental, dans le Todgha, le Gheghis, le Dadès, l’Imedghass et le Haut-Ziz. À partir du XVIe siècle, ils dépassent les cols du Jbel El Ayachi et du Jbel Maaskar pour se répandre dans le vaste pays qu’ils occupent de nos jours.

### Etablissement de l’alliance Aït Yafelman
Les Aït Izdeg, Aït Merghad, Aït Hdiddou et les Aït Yahya concluent en 1645-1646, dans l'enceinte de zaouïa d’Assoul, le pacte de l’entente Aït Yafelmane. Il s’agit d’une alliance par laquelle les tribus suscitées accordaient la protection aux chorfas d’Assoul, descendants de Sidi Bouyaacoub. Ce document, selon Laarbi Mezzine, donne les Aït Hdiddou en tête de liste de tribus de cette confédération. Etablie à l'instigation des chérifs alaouis du Tafilalet, cette alliance s'établit pour mieux résister à l'expansionnisme de la Zaouïa de Dila d'une part, et surtout à celui des Aït Atta d'autre part, avec lesquels les Aït Izdeg sont aux prises tout au long des XVIIIe et XIXe siècles.

### La bataille de Tazizaoute
Après l’entrée des troupes françaises, agissant dans le cadre du Protectorat et pour le compte du sultan, à Tounfite, un millier de combattants Aït Sidi Yahya Ou Youssef, Aït Sidi Ali, Ichequiren, Aït Ihand, Aït Amer, Aït Sidi Hsain (Aghbala), Aït Hnini (Tikajouine), Aït Hamou les Aït Icha, Aït Yahya, Aït Soukhmane et Aït Hdiddou conduits par le marabout Sidi El Mekki Amhaouch se déploie sur le flanc ouest du Jbel Tazigzaout à la fin août 1932 dans une zone boisée de cèdres. Les combats acharnés vont durer trois semaines et la résistance héroïque des berbères rebelles cessera le 13 septembre 1932 après la bataille de Tazizaoute avec la reddition de Sidi El Mekki. Il semble, sous réserve de recoupement, que l'armée française, accompagnée de supplétifs (makhzen de guerre, goums, partisans - suivant la terminologie des années 30) ait bénéficié lors de ces combats de l'aide de tribus rivales « de la plaine ».

## Territoire
L'historien Michel Peyron a délimité le pays Aït Yafelman comme suit : « tout le Haut-Atlas entre Tounfite, Midelt et le Tizi n'Telghemt au nord, et Msemrir, Guelmima, Errachidia et Boudnib, au sud ; avec comme lignes de démarcation, à l’est la vallée de l’Oued Ait Aissa, et à l’Ouest le cours supérieur de l’Oued El Abid, l’Assif Melloul et le Dadès. » .
Ce vaste territoire est, par conséquent, en contact direct avec celui des Aït Atta, leurs rivaux historiques, au sud-ouest, des Aït Soukhmane à l’ouest, des Aït Myeld au nord, des Aït Youssi et des Aït El Haj au nord-est et des Aït Seghrouchen à l’est. Les pays Aït Yafelmane est une zone montagneuse dominé par le Djebel Ayachi, sommet du Haut-Atlas oriental qui culmine à 3737 mètres.

## Composition
La confédération des Aït Yafelman comprend les quatre grandes tribus originelles, que sont les Aït Hdiddou, Aït Merghad, Aït Izdeg et Aït Yahia. A celles-ci se sont progressivement, et parfois temporairement, jointes des tribus annexes de moindre importance, notamment les Aït Aïssa, Aït Ayach, Aït Ouafella, les arabes Sebbah du Tafilalet et la tribu Bou Nasser de la région de Bouanane.